# Виа Казилина
Виа Казилина (на латински: Via Casilina) е древен римски път в Лациум. Създаден е от сливането на Виа Латина и Виа Лабикана. Пътят свързва Рим с Касилинум (днешен Капуа). Той влиза в Рим през Порта Маджоре най-величествената врата на Стената на Аврелиан.